# Chirurdzy (seria 1)
Pierwszy sezon serialu medycznego Chirurdzy. Premiera w Stanach Zjednoczonych odbyła się 27 marca 2005 na antenie telewizji ABC i zakończyła się 22 maja 2005. Sezon wyprodukowany przez Touchstone Television we współpracy z Shondaland oraz The Mark Gordon Company.

## A Hard Day's Night
- Pierwsza emisja (USA): 27 marca 2005
- Reżyseria: Peter Horton
- Scenariusz: Shonda Rhimes
- Gościnnie wystąpili: Kate Burton (dr Ellis Grey), Skyler Shaye (Katie Bryce), David Veigh (Tony Savitch), Laura Carson (Gloria Savitch), Randall Arney (Pan Bryce), Robbie Troy (Pani Bryce)
- Informacje o tytule: Tytuł odcinka pilotażowego odnosi się do piosenki z 1964 roku skomponowanej i wykonanej przez zespół The Beatles.
- Gafy: Kiedy stażyści przygotowują na dachu wózek do przewożenia chorych, Izzie nie ma okularów. W następnej scenie ma, a w następującej po niej, znów jest bez.

### Streszczenie
Meredith Grey jest nową stażystką na oddziale chirurgii szpitala Seattle Grace. Tam zostaje poinformowana wraz z pozostałymi stażystami, Christiną Yang, George’em O’Malleyem, Isobel "Izzie" Stevens oraz Alexem Karevem, że ich nowym "domem" na następne 7 lat będzie szpital Seattle Grace. Zostają wszyscy przydzieleni do dr Bailey, nazywanej "Kapo", z powodu bezceremonialnego i rygorystycznego podejścia. Dwóch doświadczonych chirurgów, dr Derek Shepherd (przystojny oraz bałamutny) oraz dr Preston Burke, będzie nadzorować ich naukę. Przełożonym chirurgów jest dr Richard Webber.
Noc poprzedzającą pierwszy dzień jako stażystka Meredith spędza z Derekiem po spotkaniu go w barze (nie wiedząc, gdzie on pracuje). Rano prosi go, by sobie poszedł, a następnie spotyka go godzinę później w pracy. Meredith czuje się bardzo niekomfortowo, ponieważ nie chce wikłać osobistych spraw ze swoją karierą.
Preston prosi George’a, by ten jako pierwszy przeprowadził zabieg chirurgiczny. Idzie mu dobrze, ale gdy mały błąd prowadzi do obfitego krwawienia pacjenta, George nie wie, co robić, i Preston przejmuje kontrolę. W następnym przypadku George obiecuje żonie pacjenta, który ma przed sobą operację na otwartym sercu, że wszystko będzie dobrze. Mimo obiecujących przesłanek, pacjent umiera. Meredith pomaga małej dziewczynce, która ma zapaści niewiadomego pochodzenia. Na polecenie Dereka Meredith oraz Christina znajdują potencjalne rozwiązanie problemu. W nagrodę dr Shepherd pozwala Meredith obserwować operację dziewczyny. Christina jest wściekła, ponieważ uważa, że Derek faworyzuje Meredith.
Po pierwszym dniu w szpitalu Meredith opowiada swojej matce, dr Ellis Grey, o swoich przeżyciach. Jednak Ellis nie rozumie, co do niej mówi córka, ze względu na chorobę Alzheimera.

### Muzyka
- "Portions for Foxes" – Rilo Kiley
- "Super Cool" – Bang Sugar Bang
- "They" – Jem
- "Dance" – O.A.O.T.S.
- "Ready to Rise" – Vaughan Penn
- "Life Is Short" – Butterfly Boucher
- "Into the Fire" – Thirteen Senses

## The First Cut Is the Deepest
- Pierwsza emisja (USA): 3 kwietnia 2005
- Reżyseria: Peter Horton
- Scenariusz: Shonda Rhimes
- Informacje o tytule: Tytuł odcinka odnosi się do piosenki "The First Cut Is the Deepest" Cata Stevensa, która została nagrana także przez Roda Stewarta, Sheryl Crow oraz innych muzyków.
- Gafy: Podczas odcinka zmienia się kolor klipsów do włosów Christiny – z jasnożółtego do ciemnobrązowego oraz czarnego. Meredith przychodzi do szpitala z jasną torebką, wychodzi z czarną

### Streszczenie
Gdy Meredith odwiedza skrzydło położnicze, zauważa, że jeden z niemowlaków jest siny i wygląda na chorego. Po przejrzeniu jego historii choroby przeczuwa, że dziecko może być w gorszym stanie niż przypuszczają to pediatrzy. Wspomina o tym Prestonowi, który ostatecznie przeprowadza operację na dziecku. Preston ruga ją za wtrącanie się w nie swoje obowiązki. Izzie musi pomóc Chince, która przychodzi do szpitala z niewielkimi obrażeniami. Jednak pacjentka nie mówi po angielsku, przez co Izzie ma problemy z komunikowaniem się z nią. Kobieta daje znaki, żeby Izzie wyszła z nią ze szpitala, gdzie spotykają młodą kobietę, dziecko Chinki, które jest w cięższym stanie. Ponieważ nie ma ono zielonej karty, matka boi się, że córka trafi do więzienia. Izzie zabiera materiały ze szpitala i opatruje rany dziewczynki.
Alex zostaje przydzielony do dr Bailey. Większość pacjentów George’a umiera, co wprawia go w stan depresyjny.
Do szpitala Seattle Grace zostaje przyjęta pobita i zgwałcona dziewczyna. Podczas operacji lekarze odkrywają, że odgryzła ona, a następnie połknęła kawałek prącia swojego napastnika. Ponieważ to właśnie Meredith zidentyfikowała ten organ w czasie trwania operacji, musi ona go pilnować aż do czasu przyjazdu policji. Napastnik ostatecznie pojawia się w ciężkim stanie w szpitalu, ale po udanej operacji zostaje zaaresztowany.
Po rozmowie z dr. Webberem Preston zdaje sobie sprawę, że razem z Derekiem mają szansę na posadę szefa chirurgów po odejściu na emeryturę dr Webbera. Dr Webber informuje, że Preston teoretycznie już ma ową pracę, jednak takie zachowania jak zarozumiałe podejście do ludzi mogą zmienić tę decyzję.

### Muzyka
- "You Wouldn't Like Me" – Tegan and Sara
- "Sister Kate" – The Ditty Bops
- "Live and Learn" – The Cardigans
- "Wait" – Get Set Go
- "Somewhere Only We Know" – Keane

## Winning a Battle, Losing the War
- Pierwsza emisja (USA): 10 kwietnia 2005
- Reżyseria: Tony Goldwyn
- Scenariusz: Shonda Rhimes
- Gościnnie wystąpili: Callum Blue (Viper), Keith David (Lloyd Mackie)
- Informacje o tytule: Tytuł odcinku odnosi się do utworu zespołu Kings of Convenience.

### Streszczenie
Gdy coroczny wyścig kurierów rowerowych odbywa się w Seattle, szpitalna izba przyjęć zapełnia się rannymi w wypadkach, a stażyści walczą o najcięższe przypadki. Derek oraz Burke rywalizują o stanowisko szefa chirurgów. Izzie razem z Christiną szukają rodziny pacjenta będącego w śpiączce klinicznej. Gdy udaje im się odnaleźć żonę, proszą o zgodę na pobranie organów. Derek wciąż flirtuje z Meredith. George zajmuje się starym przyjacielem dr. Webbera i dzięki dawcy znalezionemu przez Christine i Izzie zyskuje nową wątrobę dla pacjenta. Izzie przeżywa bardzo emocjonalnie operację pobrania organów, w przeciwieństwie do chłodnej Christiny. Izzie znajduje kasety z operacjami matki Meredith. Wieczorem cała czwórka ogląda wspólnie nagrania.

### Muzyka
- "There’s a Girl" – The Ditty Bops
- "I Won't Be Left" – Tegan and Sara
- "Wishful Thinking" – The Ditty Bops
- "You Are My Joy" – Reindeer Section
- "Fools Like Me" – Lisa Loeb

## No Man's Land
- Pierwsza emisja (USA): 17 kwietnia 2005
- Reżyseria: Adam Davidson
- Scenariusz: James D. Parriott
- Gościnnie wystąpili: Kate Burton (dr Ellis Grey), Anna Maria Horsford (Pielęgniarka Fallon)
- Informacje o tytule: Tytuł odcinka odnosi się do piosenki wykonanej przez Souls of Mischief, Billy Joel oraz Sufjan Stevens.

### Streszczenie
Sprzeczka Christiny z byłą pielęgniarką, a obecnie pacjentką w Seattle Grace, zmienia ją na zawsze. Derek i Meredith leczą pracownika budowy, który cudem przeżył wypadek, ale teraz musi podjąć ważne decyzje dotyczące jego przyszłości. Jeden z pacjentów, rozpoznaje w Izzie modelkę z reklamy bielizny, czym sprowadza na nią szpitalne plotki.

### Muzyka
- "Could Be Anything" – The Eames Era
- "Let Myself Fall" – Rosie Thomas
- "Break Your Heart" – Get Set Go
- "Truth" – Vaughan Penn
- "Sunday" – Sia Furler
- "Where Does the Good Go" – Tegan and Sara

## Shake Your Groove Thing
- Pierwsza emisja (USA): 24 kwietnia 2005
- Reżyseria: John David Coles
- Scenariusz: Ann Hamilton
- Gościnnie wystąpili: Kate Burton (dr Ellis Grey), Kathryn Joosten (Pani Drake)
- Informacje o tytule: Tytuł odcinka odnosi się do utworu zespołu Peaches and Herb.

### Streszczenie
Wycieńczona Meredith myśli, że mogła popełnić błąd podczas operacji, który zrujnuje jej karierę. W międzyczasie Izzie planuje wydać przyjęcie dla swojego chłopaka, któremu chce udowodnić, że lekarze też mają życie prywatne. Alex zajmuje się pacjentem, który jest uzależniony od środków przeciwbólowych.

### Muzyka
- "Wake Up" – The Ditty Bops
- "Tiger, My Friend" – Psapp
- "Money Girl (She's Expensive)" – DEE
- "Evil" – Interpol
- "The Edge of the Ocean" – Ivy
- "Sparkle Me" – The Buffseeds

## If Tomorrow Never Comes
- Pierwsza emisja (USA): 1 maja 2005
- Reżyseria: Scott Brazil
- Scenariusz: Krista Vernoff
- Gościnnie wystąpili: Alex Alexander (Annie Connors), Bruce Weitz (Mr. Levangie)
- Informacje o tytule: Tytuł odcinka odnosi się do utworu Gartha Brooksa.

### Streszczenie
Alex zdobywa zaufanie Anny, nerwowej pacjentki z wyjątkowo dużym guzem, by potem, nie wiedząc o tym, upokorzyć ją. Derek wybiera Meredith, by asystowała przy operacji starszego pacjenta z chorobą Parkinsona. Dr Bailey nie akceptuje związku pomiędzy Derekiem a Meredith i jest gotowa karać za to stażystkę. Wzrasta napięcie pomiędzy Prestonem a Shepherdem. Izzie otwiera klatkę piersiową pacjenta, po wielokrotnych nieudanych wezwaniach Aleksa, by usunąć skrzep zagrażający życiu chorego.

### Muzyka
- "Save Me" – Jem
- "Chapter" – Psapp
- "Walk or Ride" – The Ditty Bops
- "Never Leave Your Heart Alone" – Butterfly Boucher

## The Self-Destruct Button
- Pierwsza emisja (USA): 8 maja 2005
- Reżyseria: Darnell Martin
- Scenariusz: Kip Koenig
- Informacje o tytule: Tytuł odcinka odnosi się do utworu zespołu AC/DC.

### Streszczenie
Derek i Meredith próbują (nieskutecznie) być dyskretni nocą w domu Meredith, ale ich wymizerniały wygląd mówi sam za siebie. Dr Bailey przestrzega Meredith, by zakończyła ten związek. W międzyczasie George podejrzewa anestezjologa o pracę pod wpływem alkoholu – oskarża go o to w obecności doktora Sheperda, za co zostaje ukarany. Alex zajmuje się byłym kolegą ze szkoły, który sam się okalecza, a Izzie pacjentem, który nie chce opuścić swojej dziewczyny. W czasie operacji prowadzonej przez Dereka, pacjentka zaczyna się wybudzać – w wyniku zaniedbania pijanego anestezjologa. Derek przyznaje rację George’owi. Christina robi testy ciążowe, które dają pozytywny wynik.

### Muzyka
- "Wish I" – Jem
- "Downtown" – Tegan and Sara
- "Suitcase" – Joe Purdy
- "Hummingbird" – Wilco

## Save Me
- Pierwsza emisja (USA): 15 maja 2005
- Reżyseria: Sara Pia Anderson
- Scenariusz: Mimi Schmir
- Gościnnie wystąpili: Kevin Rahm (Pan Duff), Sarah Hagan (Devo Friedman), Joan McMurtre (Zoey Glass)
- Informacje o tytule: Tytuł odcinka odnosi się do utworu artysty Remy Zero. Taki sam tytuł mają także utwory: Queen, Aimee Mann, Jem, Unwritten Law, Embrace, Dave Matthews, k.d. lang, Fleetwood Mac.

### Streszczenie
Meredith zaczyna coraz bardziej niepokoić się nieznanymi detalami życia Dereka. Alex leczy pacjentkę Devo, żydowskiego wyznania, której przekonania wystawiają na niebezpieczeństwo jej zdrowie. Izzie rozważa pogodzenie się ze swoją osamotnioną matką. Kobieta w ciąży, która ma 47 lat i ma zdiagnozowanego raka, nie zgadza się z radą medyczną Christiny. Stażyści leczą także mężczyznę, który dostaje ataków epilepsji, w czasie których ma wizje.

### Muzyka
- "Fix You Up" – Tegan and Sara
- "No Illusions" – 78 Saab
- "I Love the Rain the Most" – Joe Purdy
- "Rapture" – Laura Veirs
- "Feels Like" – Masha Qrella
- "David" – Nellie McKay

## Who's Zoomin' Who?
- Pierwsza emisja (USA): 22 maja 2005
- Reżyseria: Wendey Stanzler
- Scenariusz: Harry Werksman i Gabrielle Stanton
- Gościnnie wystąpili: Kate Walsh (Addison Montgomery Shepherd), Wayne Wilderson (Bill Adams)
- Informacje o tytule: Tytuł odcinka odnosi się do utworu artysty Arethy Franklin.

### Streszczenie
George zaraża się kiłą od pielęgniarki. Rozprzestrzenianie się choroby przenoszonej drogą płciową wśród pracowników szpitala zmusza doktora Webbera do zwołania spotkania dotyczącego skutecznej antykoncepcji. Jednocześnie doktor Webber zwierza się Derekowi ze swoich dolegliwości, skutkiem jest operacja na doktorze Webberze. Burke leczy Billa, przyjaciela ze studiów, którego medyczna diagnoza stawia pod znakiem zapytania wierność jego żony. Preston postanawia zachować jednak te informacje w tajemnicy. Izzie i Christina przeprowadzają potajemnie sekcje zmarłego pacjenta. W czasie gdy Meredith oraz Derek idą na prywatne spotkanie, pojawia się kobieta – doktor Addison Sheperd, która przedstawia się jako żona Dereka.

### Muzyka
- "Big as the Sky" – A.M. Sixty
- "End of the World Party" – Medeski, Martin & Wood
- "The Dog Song" – Nellie McKay
- "Naked as We Came" – Iron & Wine
- "Whatever Gets You Through Today" – The Radio